# OpenEmulator
OpenEmulator is een vrije emulator voor Apple I- en Apple II-computers. Ook klonen van de Apple I zoals Replica1 en A-ONE worden ondersteund. De huidige versie is 1.0.3, uitgebracht op 17 juli 2012 onder de voorwaarden van de GNU General Public License. OpenEmulator bestaat uit een uitbreidbaar framework dat alle taken binnen OpenEmulator afhandelt.

## Functies
- Meerdere virtuele machines beheren via een grafische interface
- Eigenschappen van virtuele machines instellen
- Virtuele randapparaten en schermen toevoegen op het moment dat de machine draait